# Том Леонард (тенісист)
Том Леонард (англ. Tom Leonard; нар. 15 липня 1948) — колишній американський тенісист.
Найвищу одиночну позицію світового рейтингу — 34 місце досяг 10 квітня, 1978, парну — 67 місце — 3 січня, 1979 року.
Здобув 1 парний титул.
Найвищим досягненням на турнірах Великого шолома було 4 коло в одиночному розряді.

## Фінали Гран-прі

### Парний розряд (1–3)
| Результат | W/L | Дата     | Турнір             | Покриття | Партнер      | Суперник                      | Рахунок       |
| --------- | --- | -------- | ------------------ | -------- | ------------ | ----------------------------- | ------------- |
| Перемога  | 1–0 | Сер 1971 | Саут-Орандж, США   | Тверде   | Боб Кармайкл | Кларк Гребнер Ерік ван Діллен | 6–4, 4–6, 6–4 |
| Поразка   | 1–1 | Бер 1974 | Барселона, Іспанія | Килим    | Том Едлефсен | Артур Еш Роско Теннер         | 3–6, 4–6      |
| Поразка   | 1–2 | Вер 1977 | Лос-Анджелес, США  | Тверде   | Майк Машетт  | Сенді Меєр Фрю Макміллан      | 2–6, 3–6      |
| Поразка   | 1–3 | Кві 1978 | Х'юстон WCT, США   | Ґрунт    | Майк Машетт  | Войцех Фібак Том Оккер        | 5–7, 5–7      |

## Фінали ATP Челленджер

### Парний розряд (1–2)
| Результат | Ранг | Дата     | Турнір                     | Покриття | Партнер         | Суперники                    | Рахунок       |
| --------- | ---- | -------- | -------------------------- | -------- | --------------- | ---------------------------- | ------------- |
| Перемога  | 1.   | Жов 1978 | Пасадіна (Каліфорнія), США | Тверде   | Джеррі Ван Лінґ | Воррен Ебер Глен Голройд     | 6–3, 7–6      |
| Поразка   | 1.   | Чер 1979 | Монтгомері (Алабама), США  | Тверде   | Джеррі Ван Лінґ | Ерік Фредлер Ерік Ван Діллен | 6–4, 3–6, 6–7 |
| Поразка   | 2.   | Чер 1979 | Грин-Бей, США              | Тверде   | Джеррі Ван Лінґ | Саші Менон Роберт Троголо    | 5–7, 4–6      |